# Maireana aphylla
Espèce
Classification phylogénétique
Maireana aphylla est une espèce de buissons épineux poussant en Australie.
C'est un arbuste vivace, dioïque, souvent dépourvu de feuilles ou ne portant que des petites feuilles grasses de 8 mm de long.